# Plebejus valesiana
Plebejus valesiana är en fjärilsart som beskrevs av Meyer 1852. Plebejus valesiana ingår i släktet Plebejus och familjen juvelvingar. Inga underarter finns listade i Catalogue of Life.